# Heniochus chrysostomus
Heniochus chrysostomus là một loài cá biển thuộc chi Heniochus trong họ Cá bướm. Loài này được mô tả lần đầu tiên vào năm 1831.

## Từ nguyên
Từ định danh chrysostomus được ghép bởi hai âm tiết trong tiếng Hy Lạp cổ đại: khrūsós (χρῡσός; "vàng") và stóma (στόμα; "miệng"), hàm ý đề cập đến phần mõm vàng của loài cá này.

## Phạm vi phân bố và môi trường sống
Từ quần đảo Cocos (Keeling), đảo Giáng Sinh và bãi cạn Rowley (đều là những vùng lãnh thổ của Úc), H. chrysostomus được phân bố trải dài về phía đông, băng qua khu vực Đông Nam Á và các đảo quốc thuộc châu Đại Dương đến quần đảo Line và quần đảo Pitcairn, ngược lên phía bắc đến đảo Jeju (Hàn Quốc) và vùng biển phía nam Nhật Bản, giới hạn phía nam đến bang New South Wales (Úc) và Nouvelle-Calédonie.
Ở Việt Nam, H. chrysostomus được ghi nhận tại cù lao Chàm (Quảng Nam); đảo Lý Sơn (Quảng Ngãi); bờ biển Phú Yên; bờ biển Ninh Thuận; cù lao Câu (Bình Thuận); vịnh Nha Trang (Khánh Hòa); quần đảo Hoàng Sa và quần đảo Trường Sa.
H. chrysostomus sống tập trung ở khu vực có nhiều san hô phát triển trên rạn viền bờ dưới triều và trong đầm phá ở độ sâu đến ít nhất là 45 m; cá con thường được tìm thấy ở những vùng nước nông như khu vực đầm phá hay cửa sông.

## Mô tả

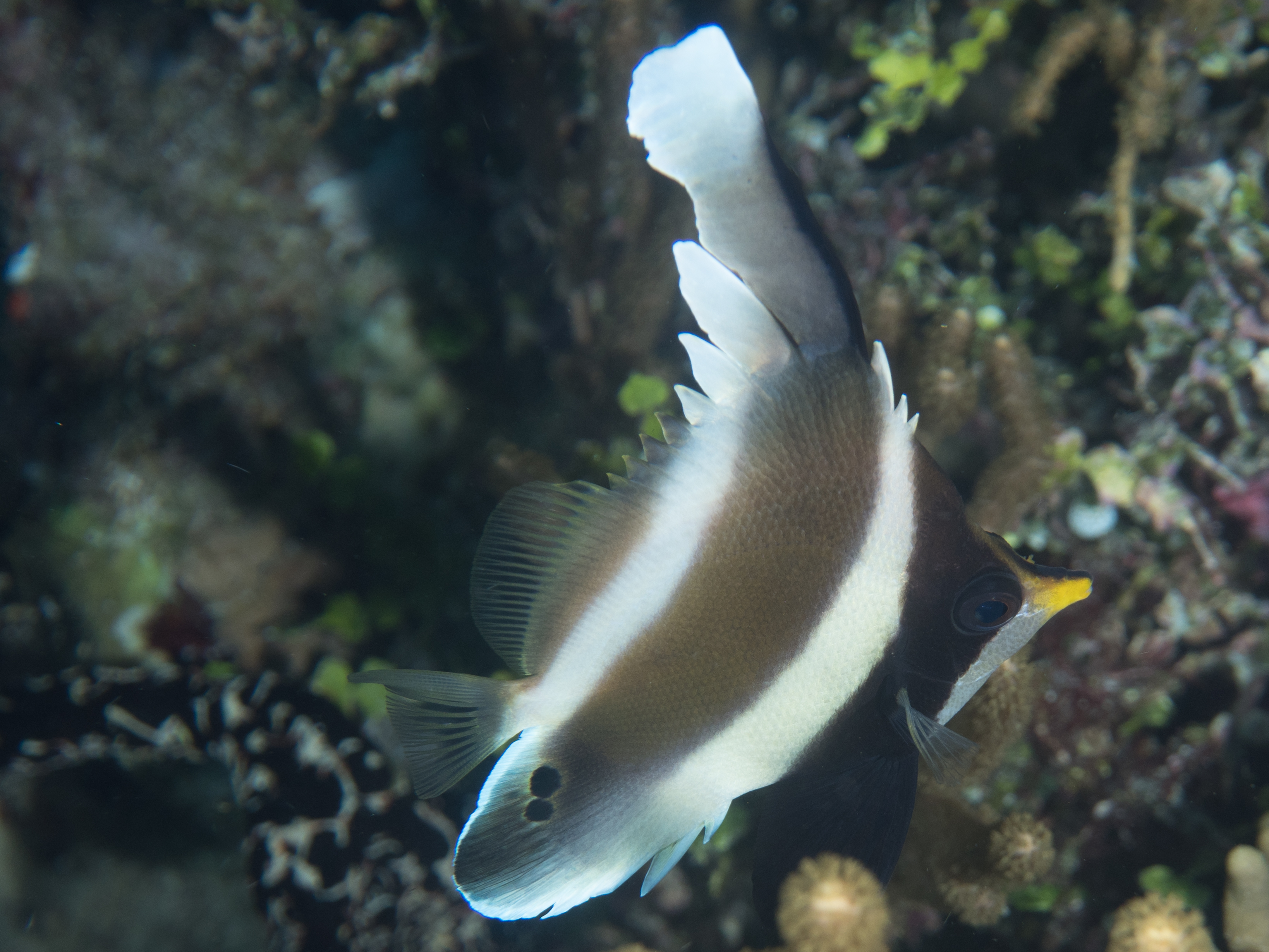
Cá con (để ý lớp màng ở gai vây lưng thứ tư lớn hơn cá trưởng thành)

H. chrysostomus có chiều dài cơ thể lớn nhất được ghi nhận là 18 cm. Gai vây lưng thứ tư của H. chrysostomus vươn dài; lớp màng bao quanh gai này căng rộng (rộng hơn ở cá con). Thân màu trắng với 3 dải sọc chéo màu nâu sẫm: dải thứ nhất từ đỉnh đầu băng qua mắt xuống đến toàn bộ vây bụng, dải thứ hai từ gai vây lưng thứ tư băng xuống vây hậu môn, dải còn lại nằm ở phía cuối của vây lưng. Mõm có màu vàng.
Số gai ở vây lưng: 11–12; Số tia vây ở vây lưng: 21–22; Số gai ở vây hậu môn: 3; Số tia vây ở vây hậu môn: 17–18; Số tia vây ở vây ngực: 16; Số gai ở vây bụng: 1; Số tia vây ở vây bụng: 5; Số vảy đường bên: 57–61.

## Sinh thái học
Thức ăn chủ yếu của H. chrysostomus là các polyp san hô. Cá con sống đơn độc, còn cá trưởng thành thường bơi theo cặp, nhất là vào thời điểm sinh sản, nhưng đôi khi loài này có thể hợp thành một nhóm nhỏ.
Cũng như một số loài cá bướm khác, H. chrysostomus có thể phát ra âm thanh nhờ vào cơ tạo âm ngoại lai (extrinsic sonic drumming muscle) phối hợp với xương lồng ngực, với tần số đo được trong khoảng từ 130 đến 180 Hz.

## Thương mại
H. chrysostomus thường được đánh bắt để xuất khẩu trong hoạt động thương mại cá cảnh.